# Lotion

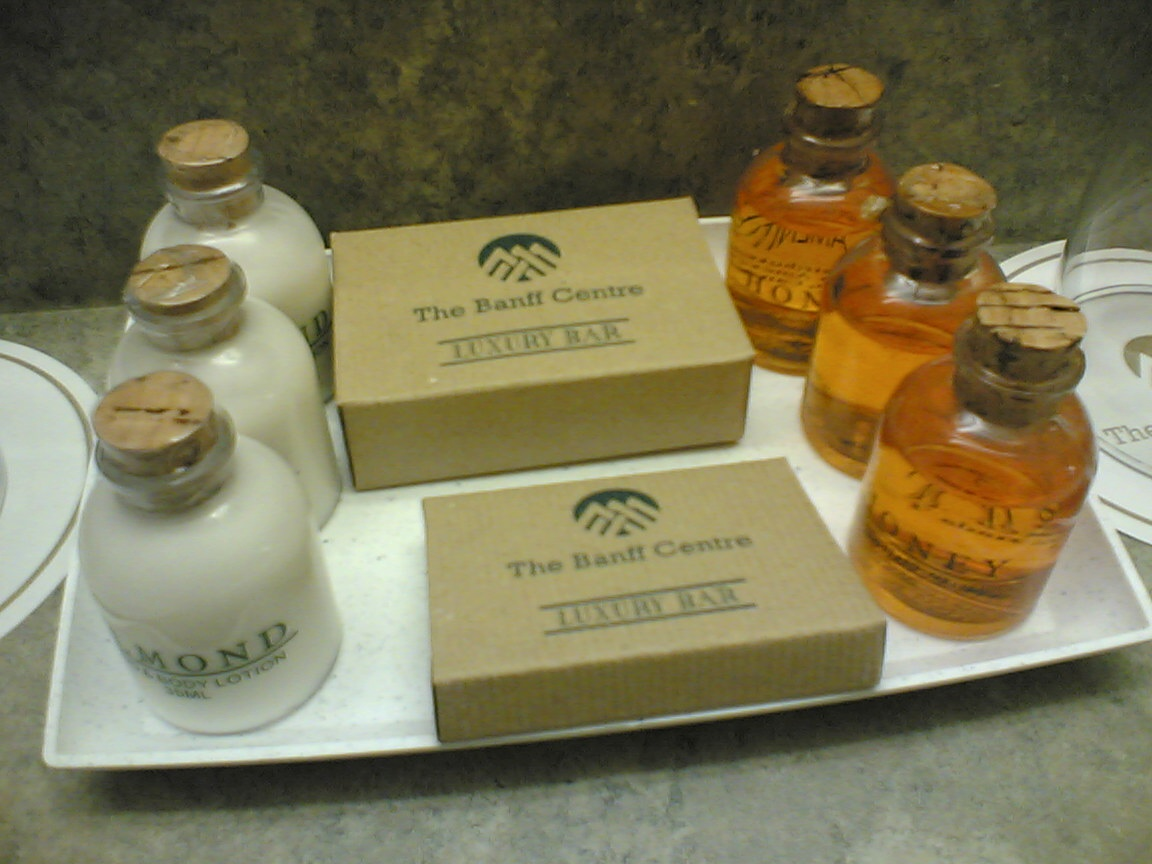
Lotion och schampo.

En lotion, hudlotion eller bodylotion är en tunnare hudkräm ämnad att återfukta huden och ofta tillföra extra fett för att mjuka upp. Lotions används med fördel på vintern, då det är kallt utomhus samtidigt som den relativa luftfuktigheten är låg inomhus.

## Framställning
En lotion är en emulsion av fettbaserade och vattenbaserade blandningar. Vätskehalten är hög (upp till 95%) och därför känns en lotion inte lika fet som andra hudkrämer. Fördelarna med lotion är att den är lätt att fördela i ett tunt och jämnt lager över huden och att den kan appliceras på större ytor.  